# جيفري هيلدبراند
جيفري هيلدبراند (بالإنجليزية: Jeffrey Hildebrand)‏ هو شخصية أعمال أمريكي، ولد في 1959.